# Семіраміс Алія
Семіраміс Алія (алб. Semiramis Alia; 1925, Ельбасан — 1986, Тирана) — албанська викладачка, декан факультету природничих наук Тиранського університету. Дружина Раміза Алії — наступника Енвера Ходжі, другого й останнього першого секретаря ЦК АПП, першого президента посткомуністичної Албанії.

## Походження
Народилася в сім'ї професора-лінгвіста, письменника і громадського діяча Олександра Джувані. Її батько, один із засновників албанської системи освіти, підтримав прихід до влади комуністів на чолі з Енвером Ходжею. До кінця життя Олександр Джувані був заступником голови президії Народних зборів НРА Хаджі Льоші.
Семіраміс закінчила педагогічне училище в Ельбасані. Потім навчалася в СРСР. Повернувшись до Албанії, почала працювати в університеті Тирани на посаді викладача факультету природничих наук.

## Шлюб з Рамізом Алією
У жовтні 1944 році Семіраміс Джувані брала участь у молодіжній конференції. Там вона познайомилася з секретарем Союзу антифашистської молоді Рамізом Алією. В період спільного перебування в Москві Семіраміс вийшла заміж за Алію, який з 1948 року був членом ЦК Албанської партії праці (АПТ).
Олександр Джувані не був прихильником цього шлюбу і навіть говорив у довірчих бесідах про своє «розбите серце». Інтелектуал з православного роду був незадоволений рішенням дочки пов'язати життя з вихідцем із простої мусульманської сім'ї.
Раміз Алія увійшов до кола найближчих сподвижників Енвера Ходжі. З 1960 року він був секретарем Центрального комітету з ідеології, з 1961 року — членом Політбюро ЦК АПП. Був активним і впливовим провідником ходжаїстської політики. Через день після смерті Ходжі, 13 квітня 1985 року, Раміз Алія став його наступником — першим секретарем Центрального комітету Албанської партії праці (АПП).
Як правило, дружини членів вищого керівництва АПП самі займали видатні партійні пости (найбільш відомі приклади — Неджміє Ходжі та Фікірете Шеху). Характерно, що проти такої «сімейності» виступала внутрішньопартійна опозиція на тиранській партконференції 1956 року, у подоланні якої брав участь Раміз Алія. Однак Семіраміс Алія в цьому плані становила виняток. Вона була членом АПП, але ніяк не брала участь у політиці, не була публічною фігурою, займалася тільки викладанням і факультетським адмініструванням. Мала репутацію інтелектуальної, доброзичливої та скромної людини.
У шлюбі подружжя Алія мали двох дочок і сина. Іоланда, сестра Семіраміс, була одружена з міністром юстиції НРА Більбілем Клосі.

## Смерть та оцінка діяльності
Перша публічна інформація про Семіраміс Алії була оголошена в березні 1986 року — з нагоди її кончини. Офіційне повідомлення було поширене у Відні, а також надруковано у Нью-Йорк таймс. Причиною смерті була названа важка хвороба. При цьому не вказувалися дати народження і смерті, був названий тільки вік: 58 років.
Цим повідомленням, переданим в іноземні ЗМІ, було надано політичне значення. Коментатори побачили в ньому ознаку поступового виходу Албанії із самоізоляції. Вони вирішили, що публікація показала успіх Раміза Алії в закулісному протиборстві з Неджміє Ходжею, що представляла найбільш консервативні кола ходжаїстського керівництва (при правлінні Енвера Ходжі про таке не могло бути мови).
Згодом Раміз Алія тепло згадував про покійну дружину у своїх книгах Наш Енвер (1988, на вищому посту) і Моє життя (2010, незадовго до смерті, після падіння комуністичного режиму, президентства, власного повалення та перебування у в'язниці). Згідно зі своїм заповітом, Раміз Алія був похований в одній могилі з Семіраміс на кладовищі Шарра в Тирані.